# Regola del tre (matematica)
In matematica, la regola del tre è un procedimento per risolvere problemi di proporzionalità senza dovere usare equazioni, e quindi alla portata dei ragazzi della scuola secondaria di primo grado. Il procedimento è antichissimo: già il papiro di Rhind contiene la risoluzione di problemi con un procedimento essenzialmente uguale alla regola del tre.
Nella regola del tre semplice le grandezze in gioco sono due: per esempio, si può chiedere quanti metri di muro sono costruiti da un muratore in 15 ore, se sappiamo che in 6 ore ne costruisce 4 metri. In questo caso le grandezze sono il numero di metri di muro costruito e il tempo di lavoro. Nella regola del tre composto le grandezze in gioco sono più di due.

## Regola del tre semplice
Nella regola del tre semplice diretta, si ha una proporzionalità diretta tra le due grandezze; al raddoppiare della prima, quindi, anche la seconda si raddoppia. Per applicare la regola, si trasforma la grandezza di cui sappiamo il valore finale a 1, dividendo l'altra grandezza per il valore della prima; quindi si porta quella grandezza al valore finale, moltiplicando contestualmente per lo stesso valore l'altra grandezza. Nella tabella seguente si può vedere la regola applicata al problema precedente.
| Ore lavorate | Metri costruiti |
| ------------ | --------------- |
| 6            | 4               |
| 6:6 = 1      | 4:6 = 2/3       |
| 1×15 = 15    | (2/3) ×15 = 10  |

Il muratore costruirà quindi 10 metri di muro in 15 ore.
Nella regola del tre semplice inversa si ha invece una proporzionalità inversa tra le due grandezze; al raddoppiare della prima, quindi, la seconda si dimezza. Il procedimento è simile a quello impiegato nella proporzionalità diretta, con l'importante modifica che ogni volta che si moltiplica il valore della prima grandezza la seconda deve essere divisa per quel valore anziche moltiplicata, e viceversa. Come esempio di risoluzione, si può risolvere questo problema. Sei bambini si sono divisi le caramelle di una scatola e ciascuno di loro ne ha avute quattordici. È poi arrivato un settimo bambino, e tutti insieme hanno deciso di dividere le caramelle tra tutti loro. Quante ne avrà ciascuno? La proporzionalità è inversa, e quindi si applica la regola del tre semplice inversa.
| Bambini | Caramelle per bambino |
| ------- | --------------------- |
| 6       | 14                    |
| 6:6 = 1 | 14×6 = 84             |
| 1×7 = 7 | 84:7 = 12             |

I bambini avranno dunque 12 caramelle a testa.

## Regola del tre composto
Per applicare la regola del tre composto, si applica tante volte quanto serve la regola del tre semplice a due delle quantità lasciando le altre intatte; occorre controllare di volta in volta se si deve applicare la regola diretta o inversa. Per esempio, si prenda il classico indovinello Se un gatto e mezzo mangia un topo e mezzo in un minuto e mezzo, quanti gatti servono per mangiare sessanta topi in mezz'ora?. In questo caso la proporzionalità tra numero di gatti e tempo per mangiare i topi è inversa, mentre quella tra numero di gatti e numero di topi è diretta. Applicando la regola del tre composto, i passaggi sono i seguenti: prima si arriva al numero finale di topi, poi al tempo impiegato.
| Numero gatti | Numero topi | Minuti impiegati |
| ------------ | ----------- | ---------------- |
| 1,5          | 1,5         | 1,5              |
| 1,5:1,5 = 1  | 1,5:1,5 = 1 | 1,5              |
| 1×60 = 60    | 1×60 = 60   | 1,5              |
| 60×1,5 = 90  | 60          | 1,5:1,5 = 1      |
| 90:30 = 3    | 60          | 1×30 = 30        |

Tre gatti mangeranno quindi 60 topi in mezz'ora.